# Petersbach (Niederösterreich)
Petersbach är ett vattendrag i Österrike.   Det ligger i förbundslandet Niederösterreich, i den östra delen av landet, 14 km söder om huvudstaden Wien.
Trakten runt Petersbach består till största delen av jordbruksmark. Runt Petersbach är det ganska tätbefolkat, med 214 invånare per kvadratkilometer.